# Rachelle Ann Go
Rachelle Ann Go (Manila; 31 de agosto de 1986) es una cantante pop y rock, actriz y modelo filipina de ascendencia china. Denominada como la última campeona y una de los mejores artistas de su generación. En la primera audición ella demostró su talento en la cadena televisiva de GMA-7, en un concurso llamado "La búsqueda de una estrella". Pasó por medio de las audiciones y la hizo como una de las doce finalistas, el 13 de marzo de 2004 Rachelle fue anunciada por el jurado como la Gran Campeona de talentos. Llamada también como Shin Shin Shin-o de cariño por sus amigos, su interés por el canto comenzó a una edad muy temprana, su padre incluso antes de que se prevé por un año de edad, resultó que estaba destinada para ser una estrella. Cuando se cumplía siete años de edad, se sometió a la formación vocal y de las lecciones de clases de música, en el momento en que ella tenía nueve años de edad. Participó en su primera competencia de canto de aficionados y ganó el primer premio, frente a otros talentos como de Jennifer Holliday, que se atrevo a desafiarles como ser la competidora más joven.

## Discografía

### Álbumes de estudio
- 2004: Yo Gloria
- 2004: Rachelle Ann Ir
- 2005: Rachelle Ann Go: Edición Limitada
- 2006: A mi me importa
- 2007: Obsesión
- 2008: Rachelle Ann Ir Rocas VIVO!
- 2009: enamorarse

### Álbum en vivo
- 2008 - Rachelle Ann Rocas Live!

### Televisión
- 2003: Búsqueda de una estrella (Gran Campeón)
- 2004: ASAP Fanático
- 2004-presente: ASAP ABS-CBN Canal 2
- 2005: Nginiig
- 2005: Wansapanataym
- 2005: Buscar En Un Millón de Estrellas Temporada 2 (Mostrar Anfitrión)
- 2006: Su canción
- 2006: Quizon Avenue
- 2007: El Real Especial (Presentación de acogida con Christian Bautista)
- 2007: MyX VJ de 2008
- 2007: Elija su color (Modelo)
- 2008: Mediacom TVC Internacional (Producto Endorser)
- 2009: Su canción (con Nikki Gil, Billy Crawford)
- 2009: MyX VJ para febrero